# Akseli Gallen-Kallela

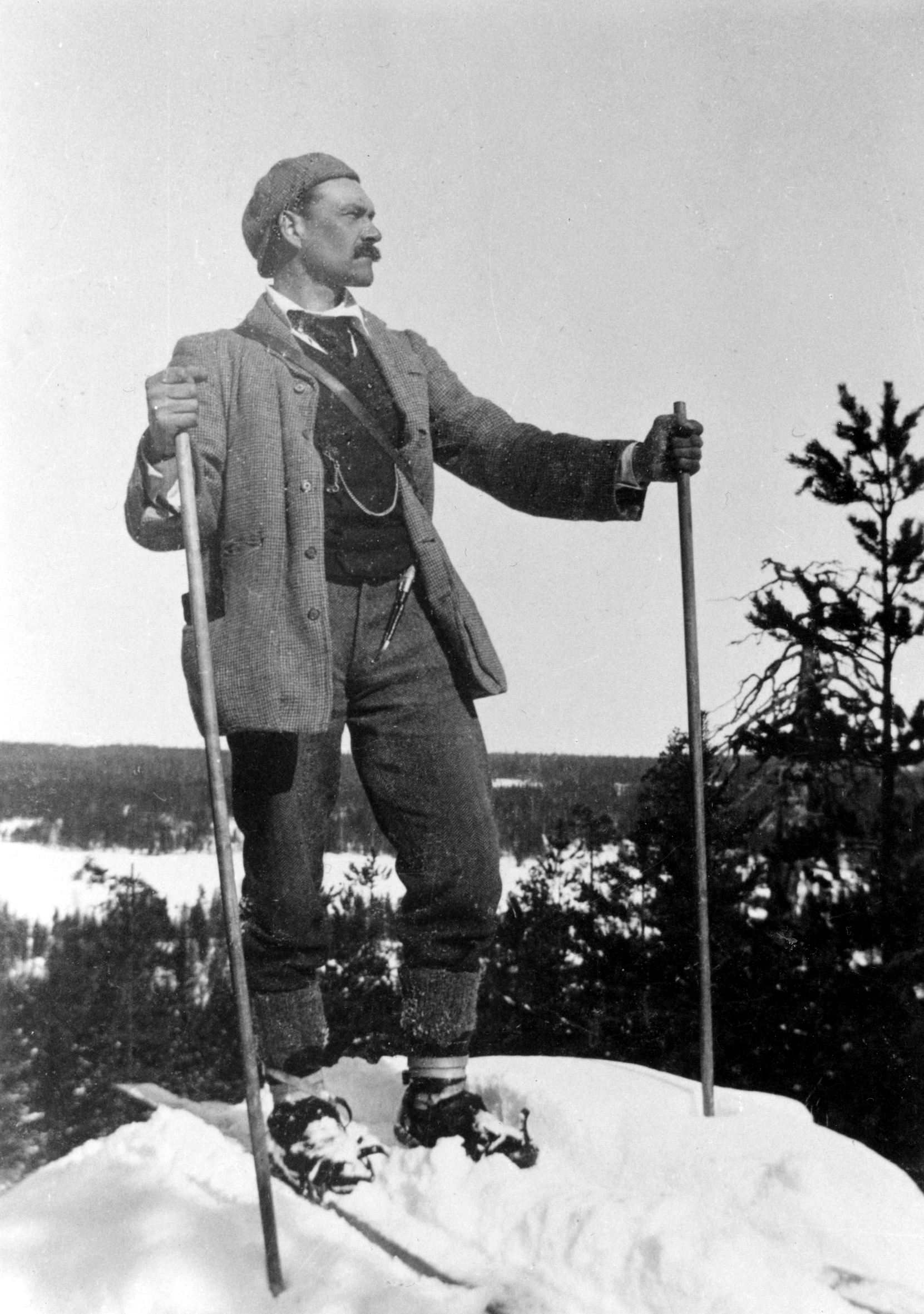
Gallen-Kallela síel

Akseli Gallen-Kallela, eredeti nevén Axél Waldemar Gallén (Pori, 1865. április 26. – Stockholm, 1931. március 7.) finn festő, építész, iparművész. Stílusa a nemzeti romantikától a realizmuson és a szecesszión át a szimbolizmusig ívelt. Tagja volt az alábbi művészeti csoportoknak: Die Brücke, Société des Beaux-Art, Salon d’Automne. Noha élete folyamán nagyon sokat utazott, Finnországhoz és kedves témájához a Kalevala világához mindig erősen kötődött.

## Élete
Poriban, a Botteni-öböl partján született Axél Waldemar Gallén néven. Bár finn paraszti családból származott, tisztviselő apja az eredeti Kallela nevet a svéd hangzású Gallénra cserélte. Festészeti tanulmányait Helsinkiben kezdte a Finn Művészeti Társaságnál. 1884-ben Párizsba költözött, ahol tanulmányait az Académie Julianban folytatta. Itt barátkozott össze Albert Edelfelt finn és, Adam Dörnberger norvég festőkkel, illetve August Strindberg-vel. Mesterei között találjuk Puvis de Chavannes-t és Jules Bastien-Lepage-t. Első kiállítása 1889-ben volt Helsinkiben az Ateneumban.
1890-ben feleségül vette Mary Slöört. Három gyermekük született: Impi Marjatta, Kirsti és Jorma. Impi Marjatta korán meghalt. Kirsti megírta apja életrajzát, Jorma pedig apja nyomdokán festő lett. Gallen-Kallela Kelet-Karéliában tett nászútjukon kezdett anyagot gyűjteni a kalevalai tárgyú festményeihez. Ezen az utazáson velük volt a festő barátja, az iparművész Louis Sparre is. Ezt a korszakot romantikus, kalevalai ihletésű festmények, mint például az Aino triptichon, és tájképek jellemzik.
1894-ben festette nagy feltűnést keltő képét a Symposiont, mely őt és barátait - Oskar Merikantot, Robert Kajanust, és Jean Sibeliust - ábrázolja egy nagy ivászat közben. 1894 decemberében Berlinben közös kiállítása volt Edvard Munch-kel. 1895-ben itt kapta a hírt, hogy lánya – Impi Marjatta – diftériában meghalt. Ekkor festett képei zordabb témákat dolgoznak fel, pl Lemminkäinen anyja fia holttesténél, Joukahainen bosszúja vagy A Sampo védői. Impi Marjatta halála után készül el házuk Tampere közelében Ruovesiben, amit Kalelanak neveztek el. Ez a fából épült ház, a finn nemzeti romantikus építészet egyik jellegzetes példája. Még ebben az évben Londonba utazott, hogy grafikai nyomdagépet vegyen, és tanulmányozza az üvegfestést.
1897-ben Firenzébe látogat, majd tovább Pompeibe, ahol freskófestészeti technikákat tanult. Ebben az időben fordul érdeklődése az iparművészet felé is. Louis Sparre, A. V. Finch és ő megalapították Porvooban az Iris műhelyt, ami a finn iparművészet egyik bölcsőjének tekinthető.
Az 1900-as párizsi világkiállításra ő festette a finn pavilon freskóit, és ő tervezte az Iris-szoba belső berendezést és bútorokat. A freskók kifejezik Gallen-Kallela vágyát a finn függetlenség iránt; az Ilmarinen a viperaföldet szántja című freskón az egyik kígyó az orosz cári koronát viseli. A Világkiállítás komoly sikert hozott Gallen-Kallela számára; két arany- és egy ezüstérmet nyert.
Több művészettörténész szerint alkotópályának csúcspontját a Poriban található Jusélius Mauzóleum freskói jelentik. A képek összefoglaló témája az élet győzelme a halál fölött. Sajnos a freskók megrongálódtak. A festő fia, Jorma végezte a helyreállításukat apja vázlatai alapján.
1907-ben hivatalosan finnesítette nevét Akseli Gallen-Kallelára. 1907-ben és 1908-ban is Budapesten járt. 1908-ban nagy kiállítása volt, a Szépművészeti Múzeumban, ahol csaknem 500 művét láthatta a magyar közönség. Számos budapesti tárgyú képet festett ekkor, például A királyi vár Budapesten, A Gellért-hegy a Duna-parti Corso Kávéház felől nézve, Egy Duna-híd szobra.
1909-től Kenyában, Nairobiban élt. Afrikai tárgyú festményeinek színvonalát sok kritikusa egyenetlennek tekinti. A festő felismervén, hogy a fő ihletadója Finnország, 1911-ben hazatért. Ekkor tervezte meg és kezdte felépíteni műteremházát Tarvaspääben. Ez sok időt és energiát vont el tőle. Szintén ebben az időben (1911-15) töltötte be a Finn Művészeti Társaság (Suomen Taiteilijaseura) elnöki tisztét. Ebben a minőségében szembekerült a feltörekvő új művészgeneráció számos tagjával.
1914-ben kiállítása volt a Velencei Biennálén. A háború kitörése miatt a képek egy időre Olaszországban ragadtak. 1918-ban – fiával Jormával együtt – részt vett a polgárháborúban a fronton. 1919-ben Mannerheim marsall szárnysegédje lett. Mannerheim felkérte a hadsereg számára zászlók, kitüntetések és egyenruhák tervezésére.
1919-től haláláig a Kalevala Társaság (Kalevalaseura) alelnöke. A társaság legfőbb céljának tekintette hatalmas anyagot felölelő Nagy Kalevala (Suur-Kalevala) kiadását. Úgy döntöttek azonban, hogy előbb egy díszes rövidebb kiadást jelentnek meg; a Koru-Kalevalát, Gallen Kallela illusztrációival. Az 1922-ben megjelent művet a finn könyvművészet kimagasló alkotásának tekintik.
Részt vett a Finn Művészeti Akadémia (Suomen Taideakatemia) alapításában, melynek 1922-től elnöke volt. Ennek ellenére ismét hosszabb időre elhagyta Finnországot; 1923-ban az USA-ba költözött, ahová felesége és lánya is követte. Taosban (New Mexico) tanulmányozta az indián művészetet. Chicagoban hozzálátott a Nagy Kalevala illusztrációihoz. Ezt a munkát haláláig nem tudta befejezni. 1926-ban tért vissza Finnországba.
Utolsó nagy munkájaként megfestette a Finn Nemzeti Múzeum előcsarnokának freskóit. Ezek - egy kivétellel - az 1900-as párizsi világkiállítás finn pavilonjának híres freskóit ismétlik meg.
1931-ben koppenhágai előadóútján tüdőgyulladást kapott, és hazatérőben Stockholmban meghalt.

## Emlékezete
Síremléke Helsinkiben, a Hietaniemi temetőben áll. 1935-ben Helsinkiben nagy emlékkiállítást tartottak tiszteletére. Munkásságának megítélése ebben az időben vitákat váltott ki. Míg a nemzeti értékeket előtérbe helyező körök a legnagyobb finn festőnek tekintették, a modernisták meghaladottnak látták művészetét. Mai megítélése érzelemmentesebb és egyöntetűbben pozitív. Tarvaspää-i házában, 1961-ben nyílt meg a Gallen-Kallela Múzeum.
Budapesten, a Duna-parton, az I. kerület, Lánchíd u. 17. előtti parkban áll Madarassy Walter munkája; Akseli Gallen-Kallela mészkő szobra.

## Művei

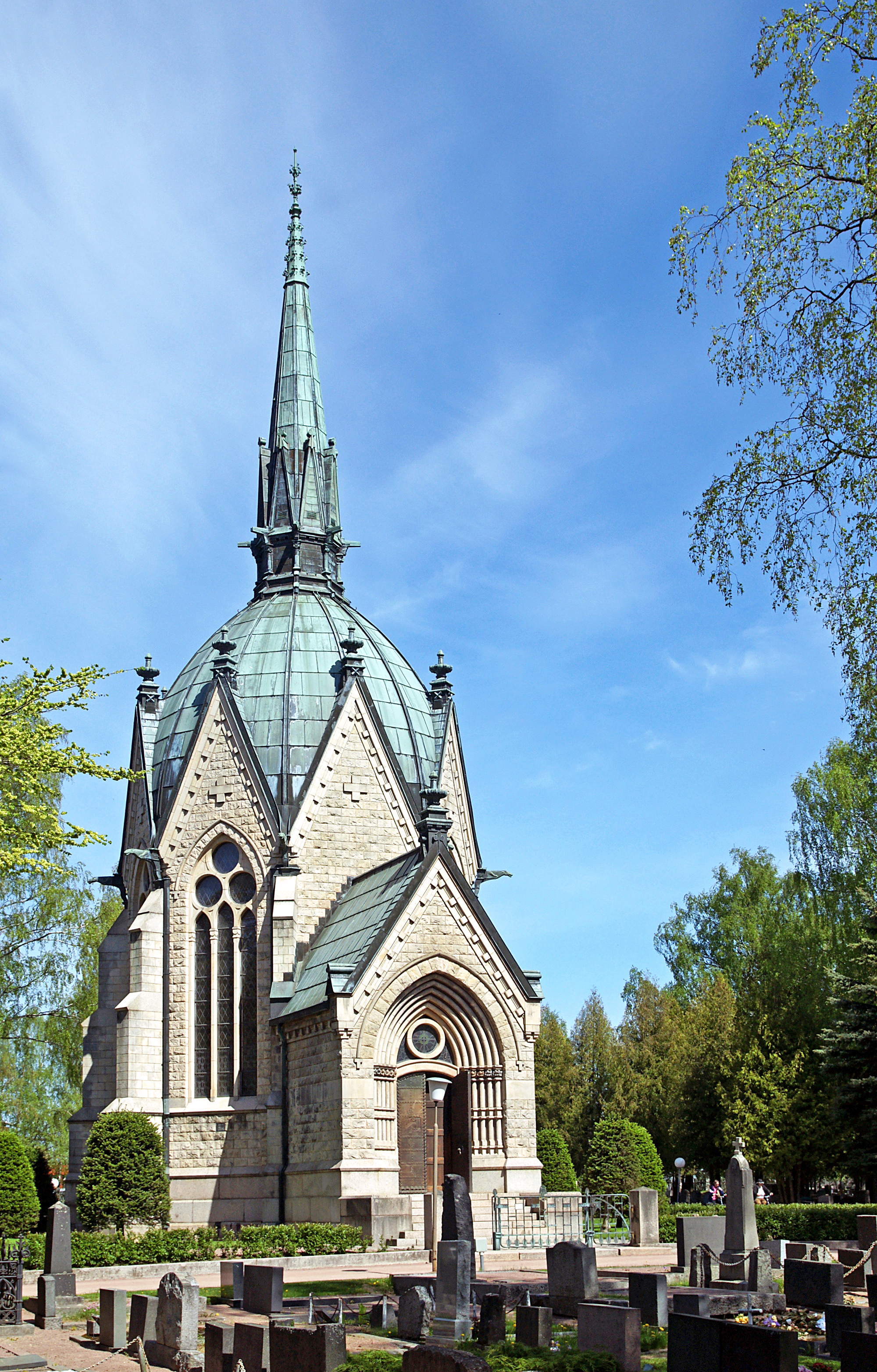
A Jusélius Mauzóleum Poriban

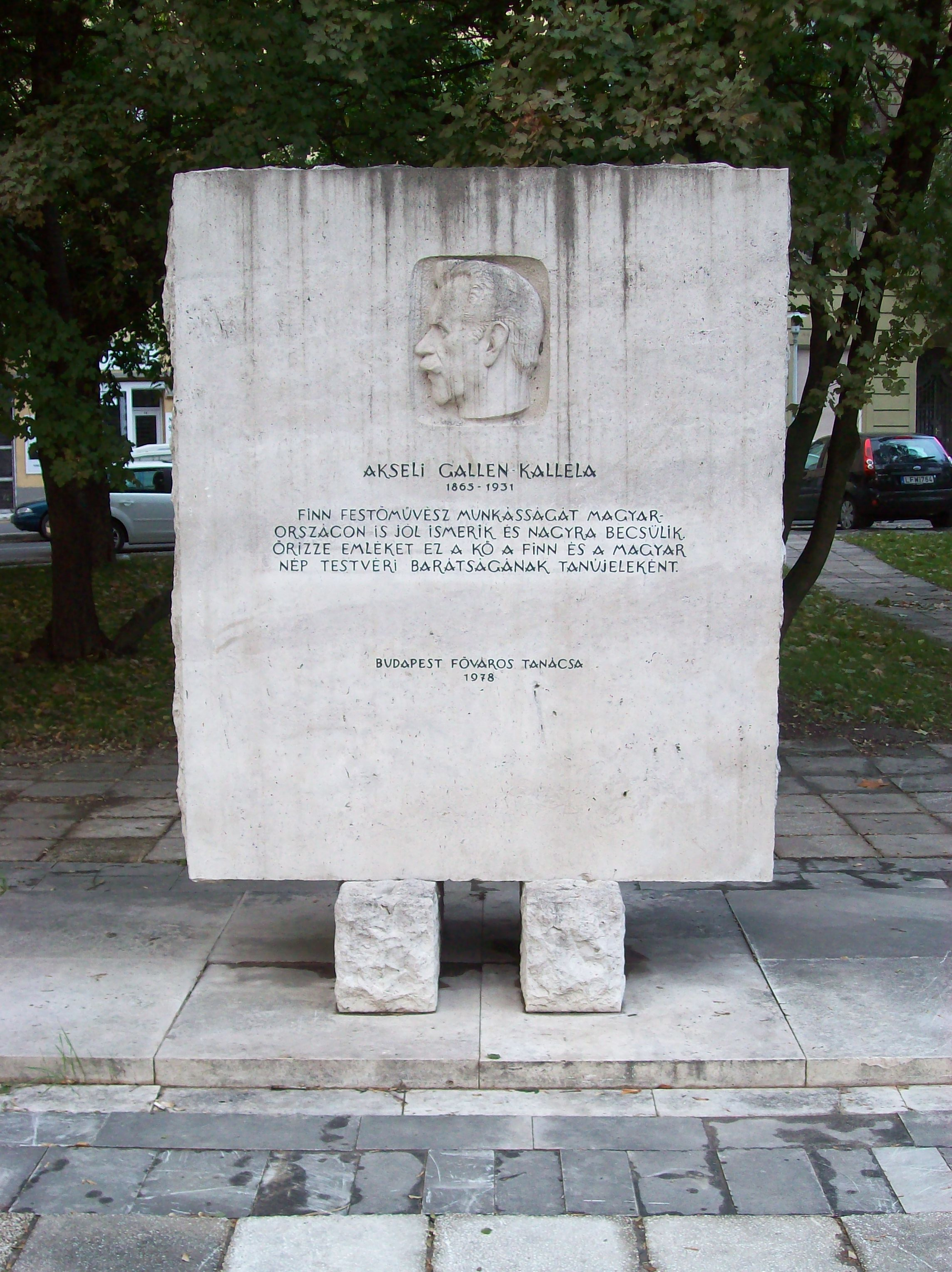
Emlékműve a Lánchíd utcában

Gallen-Kallela igen termékeny művész volt, így az alábbi lista csak egy apró töredéke a teljes életműnek.

### Művei Finnországban
- Fiú varjúval, eredeti cím: Poika ja varis, 1884, olaj , Ateneum, Helsinki
- Démasquée, 1888, olaj, Ateneum, Helsinki
- Fekete harkály, eredeti cím: Palokärki, 1893, gouache, Ateneum, Helsinki
- A szampó kovácsolása, eredeti cím: Sammon taonta 1893, Ateneum, Helsinki
- Vejnemöjnen elhagyja Finnországot, eredeti cím: Väinämöisen lähtö, 1893-1894, Hämeenlinnan taidemuseo
- Symposion, 1894, olaj, Gösta Serlachius Art Foundation, Mänttä
- Conceptio artis, 1894, gouache, Ateneum, Helsinki
- Halálvirág, eredeti cím: Kalman kukka, 1895, színes fanyomat, Ateneum, Helsinki
- Öregasszony macskával, eredeti cím: Akka ja kissa, 1885, olaj, Turun Taidemuseo, Turku
- A szampó védői, eredeti cím: Sammon puolustus, 1896, tempera, Turun Taidemuseo, Turku
- Önarckép, eredeti cím: Omakuva suoraan edestä",1897, grafika, Ateneum, Helsinki
- A testvérgyilkos, eredeti cím: Velisurmaaja, 1897, tempera, Ateneum, Helsinki
- Lemminkejnen anyja, eredeti cím: Lemminkäisen äiti, 1897, Ateneum, Helsinki
- Kullervó átka, eredeti cím: Kullervon kirous, 1899, Ateneum, Helsinki
- Erdei angyalgyökér, eredeti cím: Karhunputki, 1889, olaj, Ateneum, Helsinki
- Aino triptichon, eredeti cím: Aino-taru, 1889-1891, olaj, Ateneum, Helsinki
- Iris 1900, szék, fenyőfa, gyapjú, kézi hímzés, Museum of Art and design, Helsinki
- Kullervó háborúba indul, eredeti cím: Kullervon sotaanlähtö, 1901, Ateneum, Helsinki
- Az Alvilág folyóján, eredeti cím: Tuonelan joella, 1903, olaj, Ateneum, Helsinki
- Ad Astra, 1907, Signe and Ane Gyllenberg Foundation, Villa Gyllenberg, Helsinki
- A királyi vár Budapesten, 1908, olaj, Gallen-Kallela Múzeum, Espoo
- Egy Duna-híd szobra, 1908, Gallen-Kallela Múzeum, Espoo
- Mount Kenya, 1909, olaj, Ateneum, Helsinki
- Phyllis Sjöström portréja, eredeti cím: Phyllis Sjöströmin muotokuva 1914, olaj, Magángyűjtemény

### Művei magyar gyűjteményekben
- Öreg finn férfi feje, 1889, ceruza, Szépművészeti Múzeum, Budapest
- A boldogok, 1895, ceruza, Szépművészeti Múzeum, Budapest
- Ülő férfi, 1897, kréta, Szépművészeti Múzeum, Budapest
- Síelő, 1900, ceruza, Szépművészeti Múzeum, Budapest
- Tájkép, 1901, toll, tus, Szépművészeti Múzeum, Budapest
- Fiatal leány, 1902, kréta, vízfestmény, Szépművészeti Múzeum, Budapest
- Fiatal faun, 1904, olaj, Szépművészeti Múzeum, Budapest
- Maxim Gorkij arcképe, 1906, ceruza, Szépművészeti Múzeum, Budapest
- Gellért-hegy a Duna-parti Corso Kávéház felől nézve, 1908, olajvázlat, Szépművészeti Múzeum, Budapest
- Márciusi este a Gellért-hegyi Majovszky-villa kertjében, 1908, vízfestmény, Szépművészeti Múzeum, Budapest

## Képgaléria

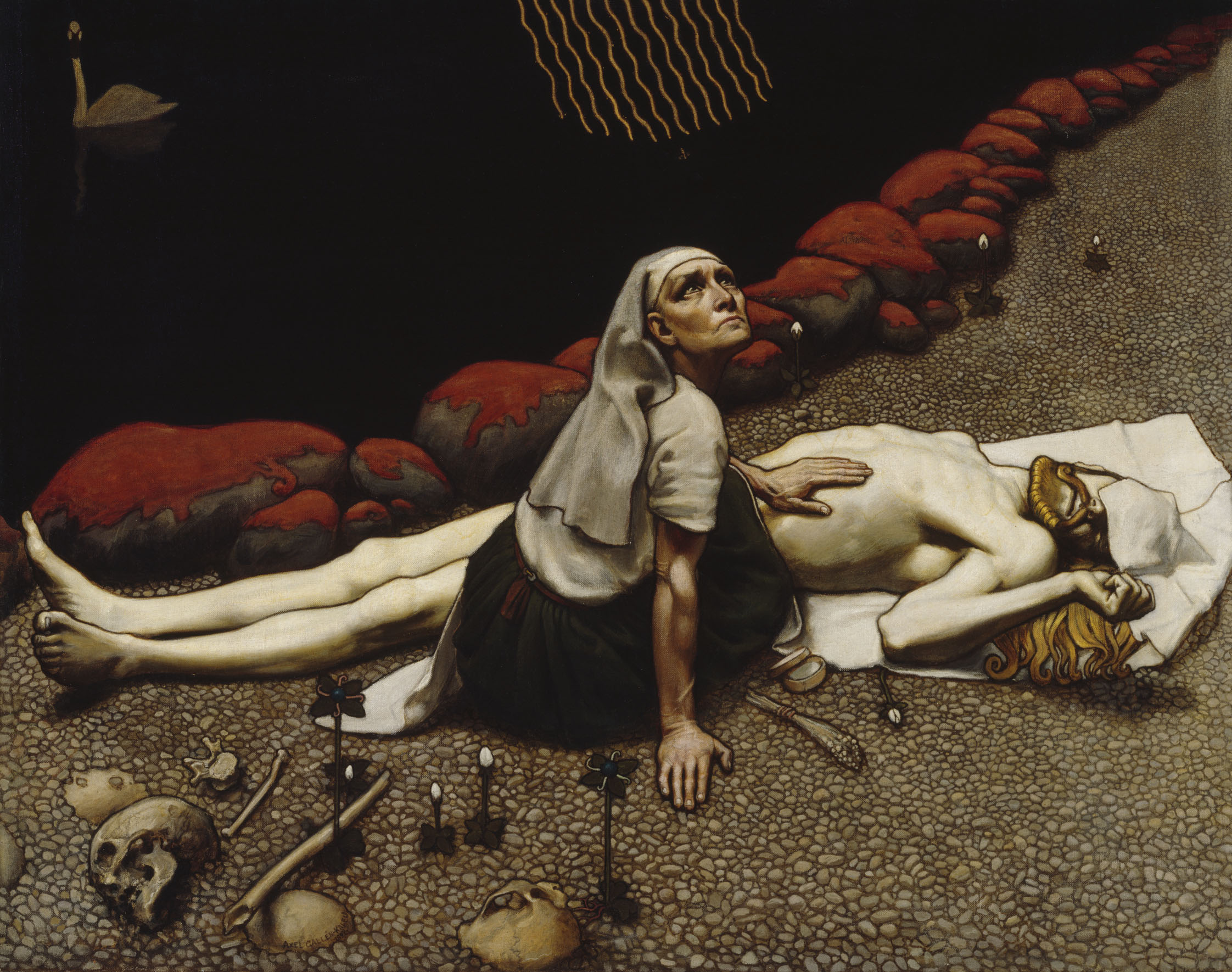
Lemminkejnen anyja
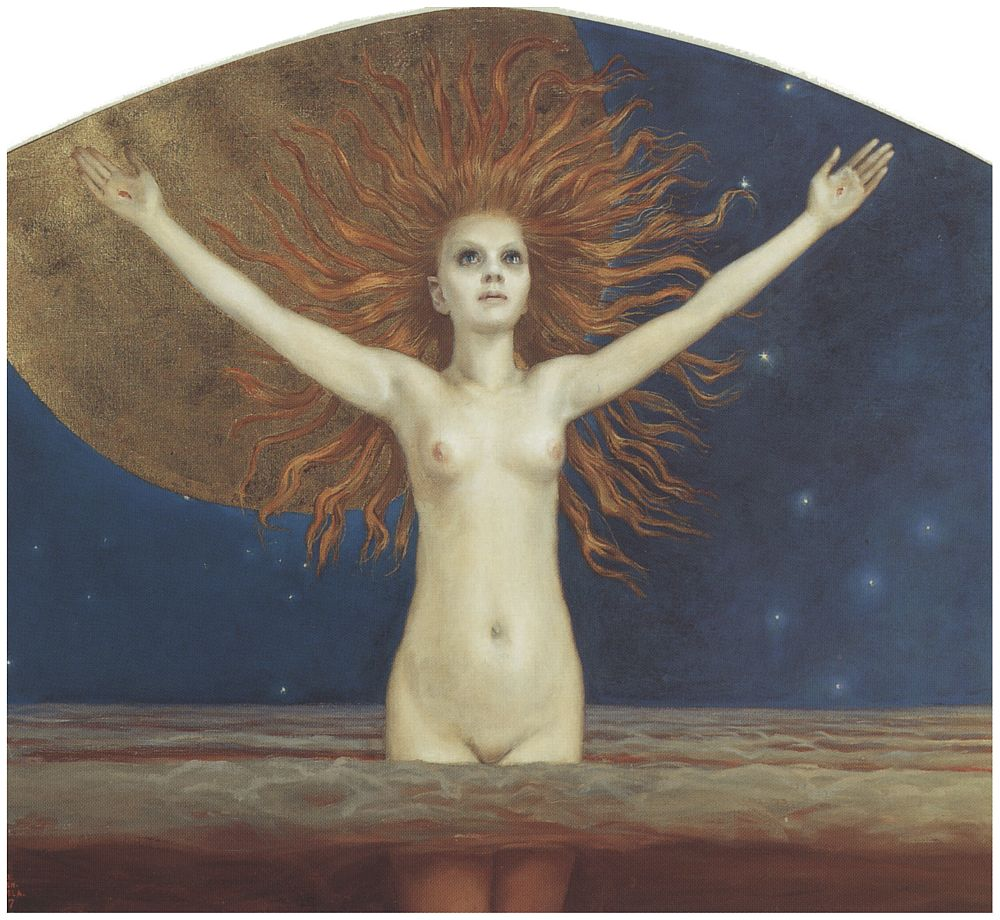
Ad astra
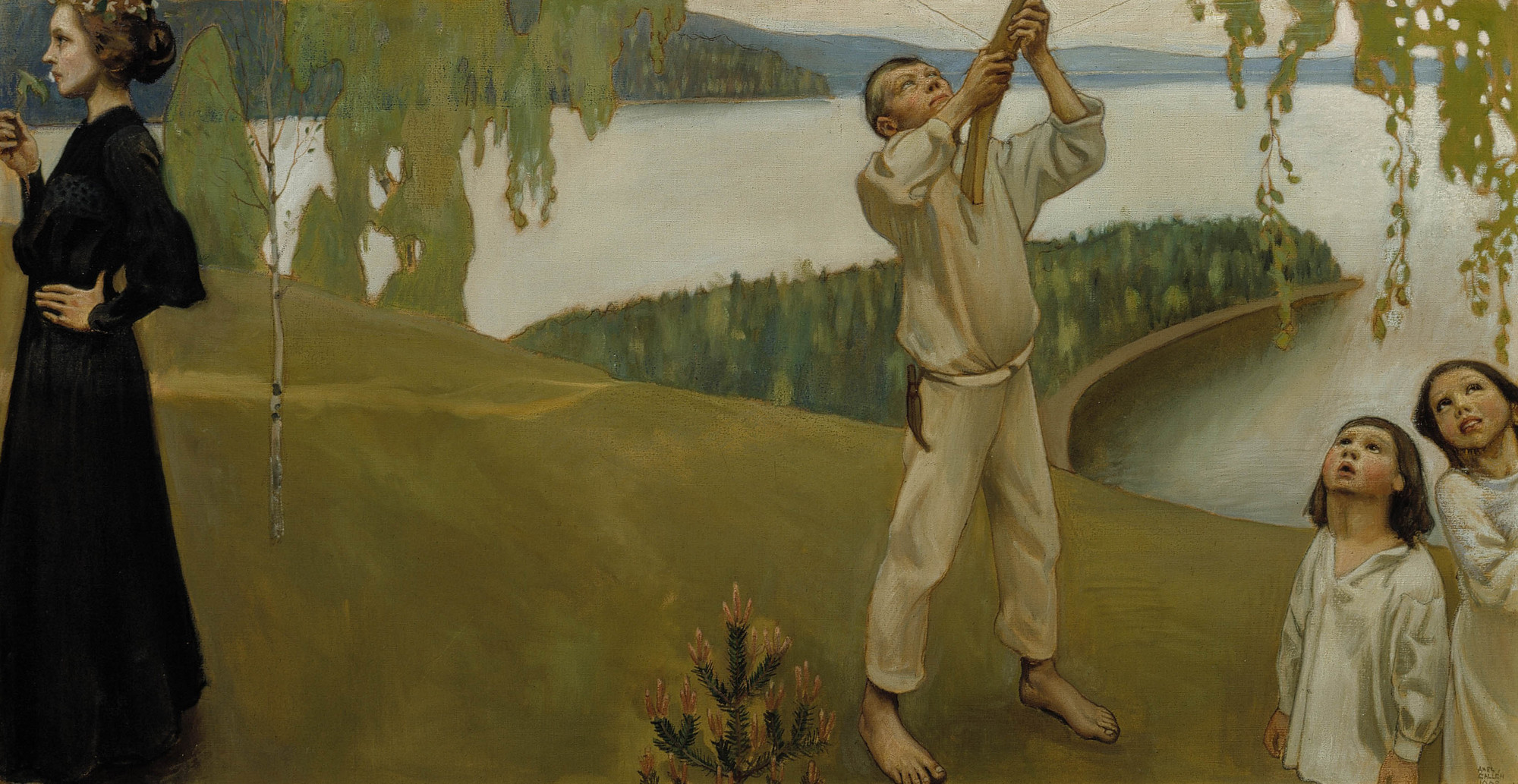
Tavasz, Juselius Mauzóleum freskóján, 1903
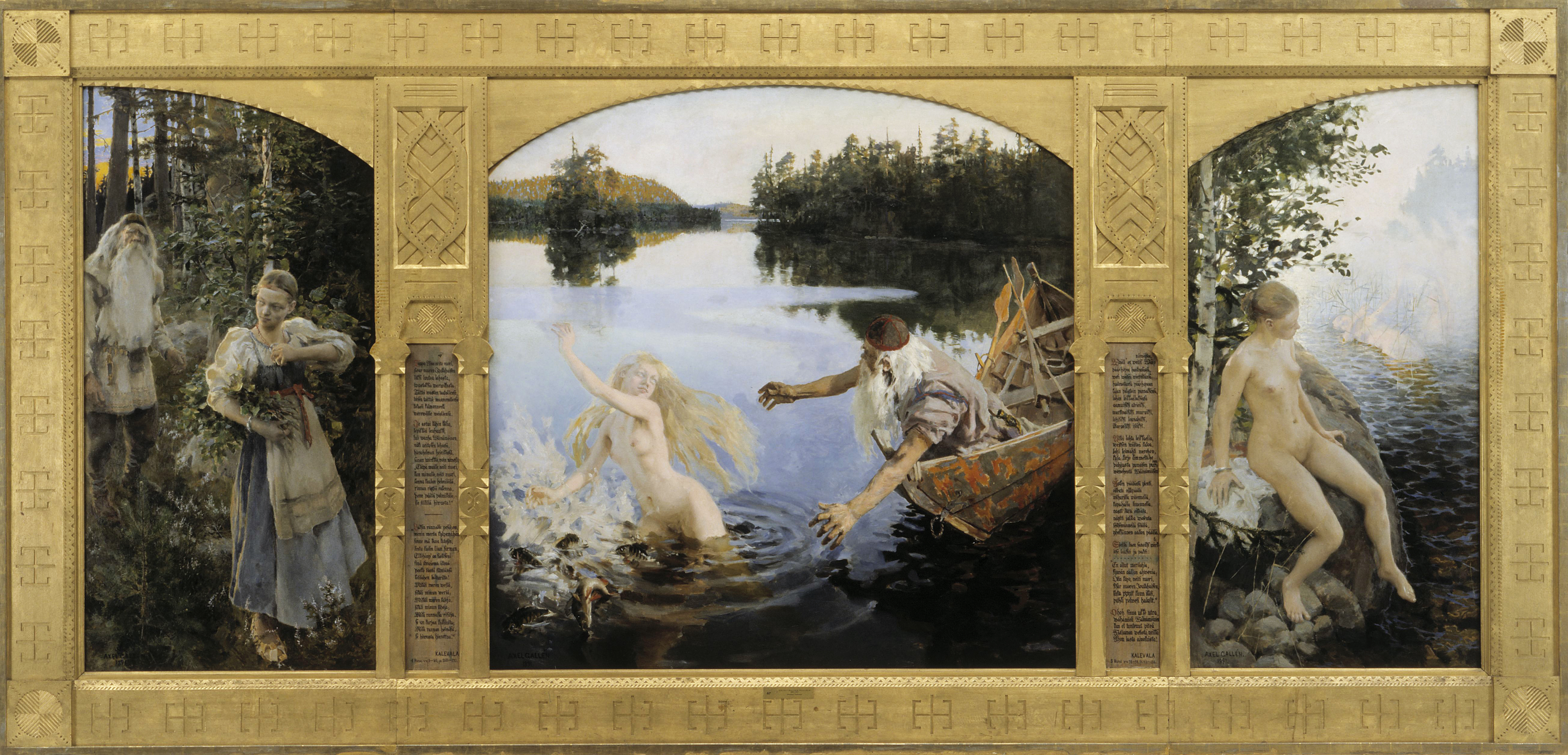
Az Aino triptichon
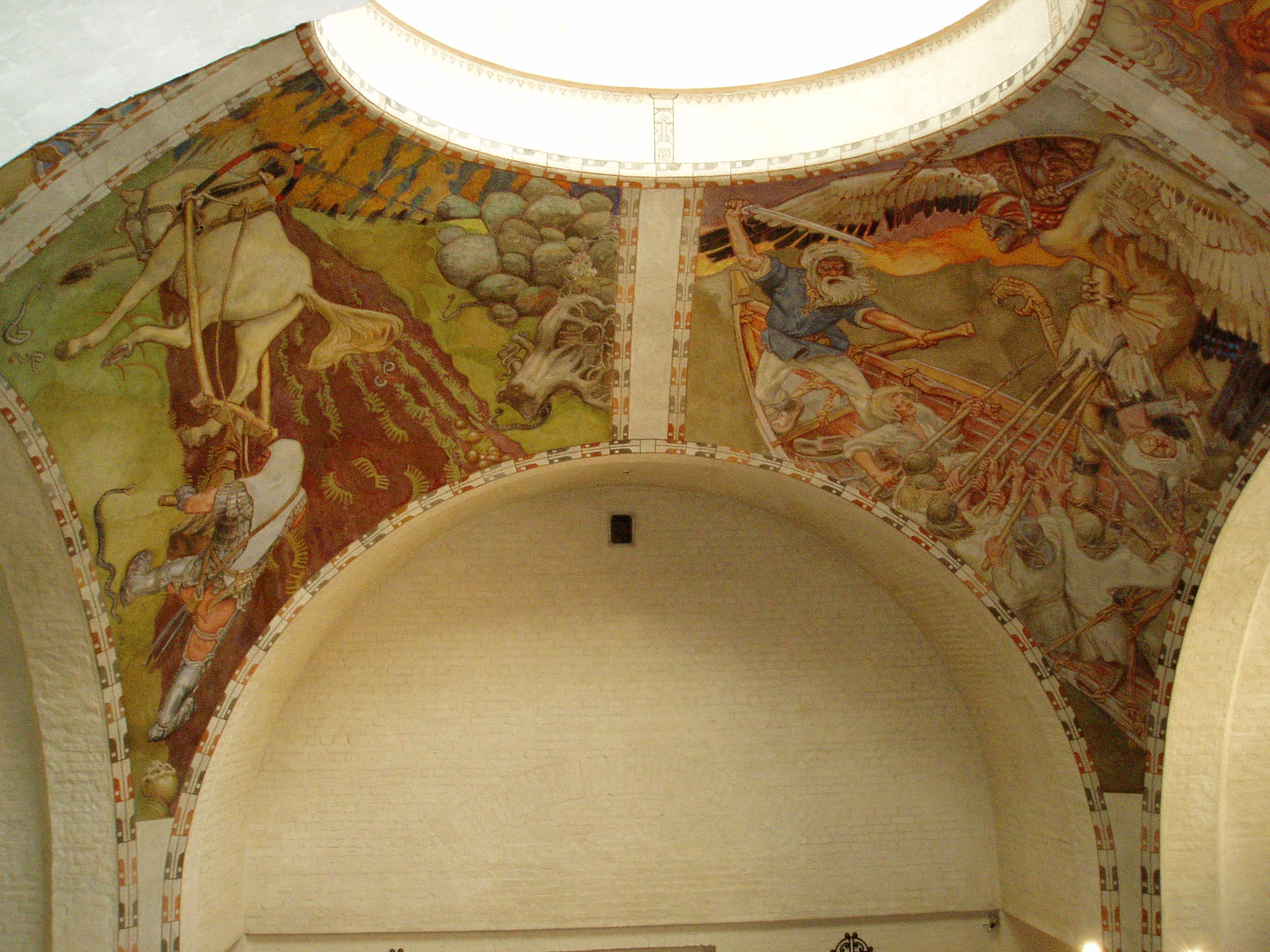
A Finn Nemzeti Múzeum freskói
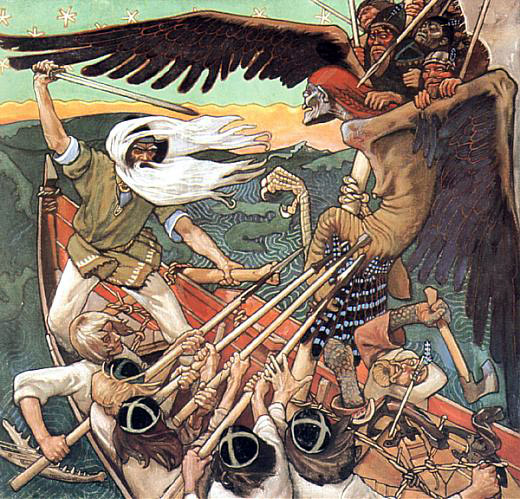
A Szampó védői
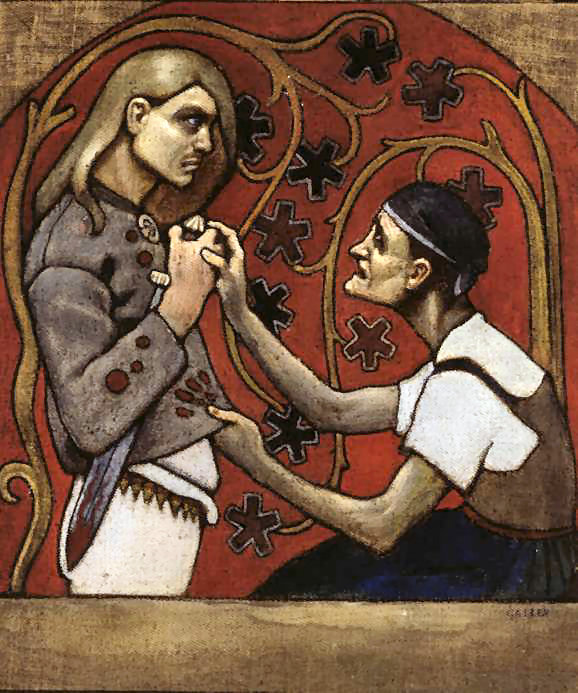
A testvérgyilkos
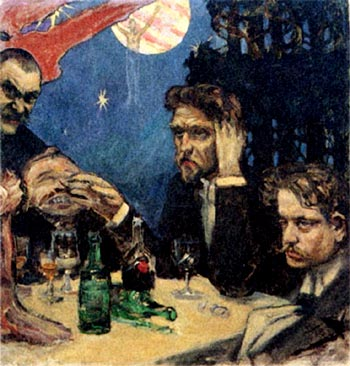
Symposion
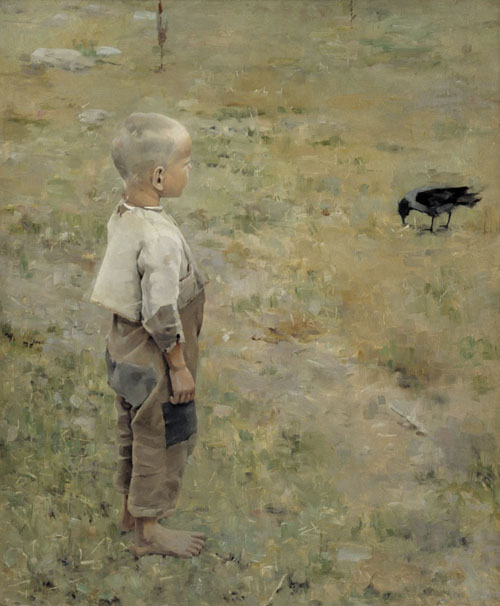
Fiú varjúval
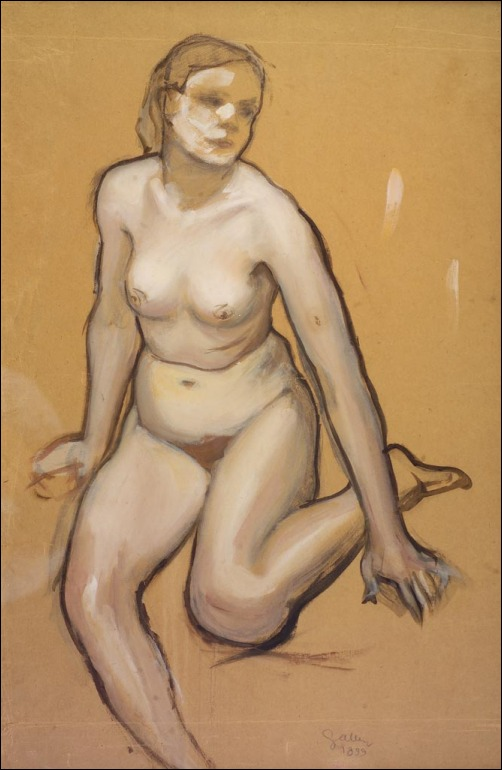
Tapiolai lány, 1899
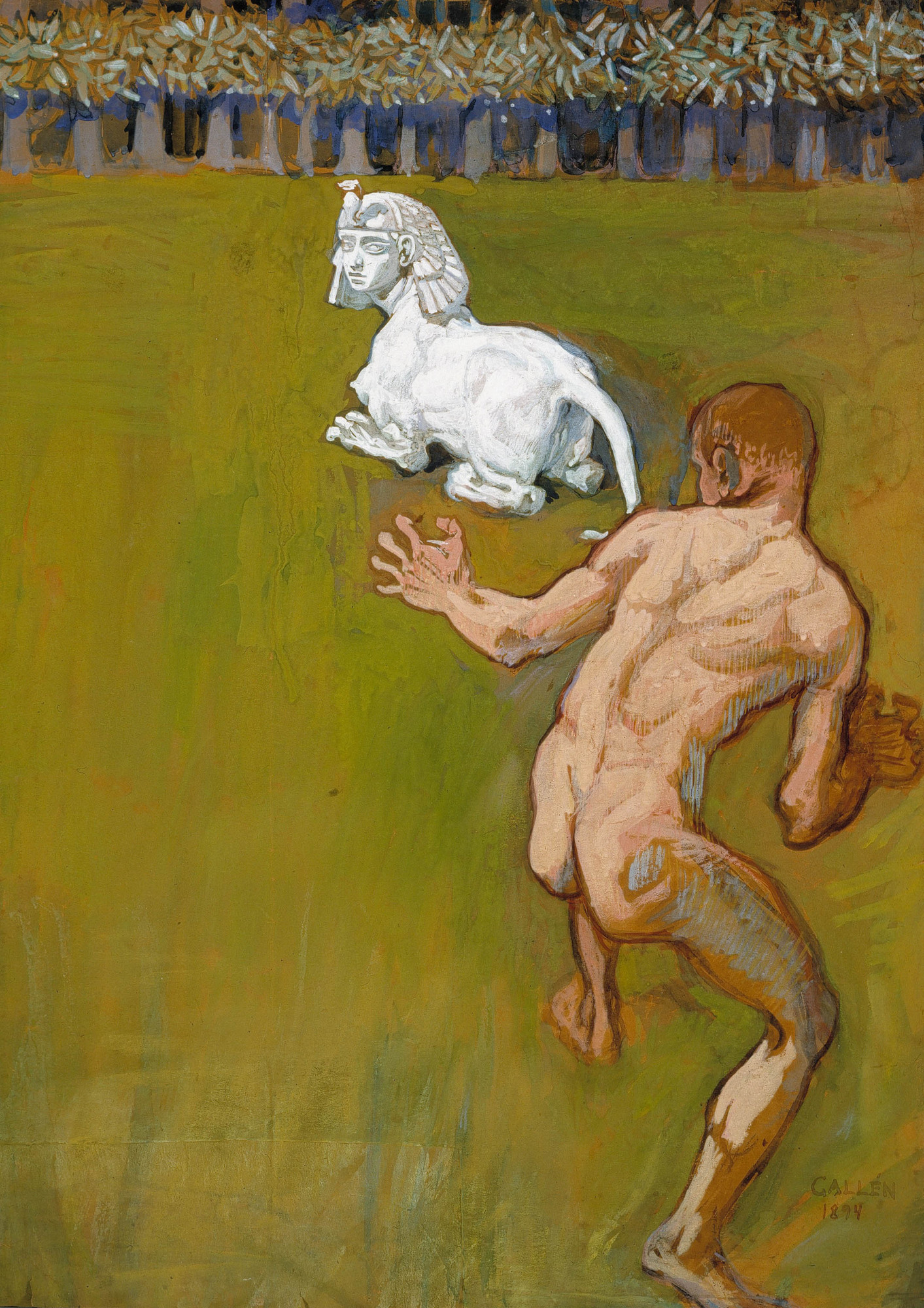
Conceptio artis, 1894

| Galéria |
| --- |
| - Lemminkejnen anyja - Ad astra - Tavasz, Juselius Mauzóleum freskóján, 1903 - Az Aino triptichon - A Finn Nemzeti Múzeum freskói - A Szampó védői - A testvérgyilkos - Symposion - Fiú varjúval - Tapiolai lány, 1899 - Conceptio artis, 1894 |